# Moritz Wagner
Victor Moritz Wagner, detto Moe (Berlino, 26 aprile 1997), è un cestista tedesco.

## Carriera
È stato selezionato dai Los Angeles Lakers al primo giro del Draft NBA 2018 (25ª scelta assoluta).
Con la Germania ha disputato i Giochi olimpici di Tokyo 2020 e si è laureato campione del mondo nel 2023.

## Statistiche

### NCAA
| Anno      | Squadra             | PG  | PT | MP   | TC%  | 3P%  | TL%  | RP  | AP  | PRP | SP  | PP   |
| --------- | ------------------- | --- | -- | ---- | ---- | ---- | ---- | --- | --- | --- | --- | ---- |
| 2015-2016 | Michigan Wolverines | 30  | 0  | 8,6  | 60,7 | 16,7 | 55,6 | 1,6 | 0,1 | 0,2 | 0,2 | 2,9  |
| 2016-2017 | Michigan Wolverines | 38  | 38 | 23,9 | 56,0 | 39,5 | 72,6 | 4,2 | 0,5 | 1,0 | 0,4 | 12,1 |
| 2017-2018 | Michigan Wolverines | 39  | 39 | 27,6 | 52,8 | 39,4 | 69,4 | 7,1 | 0,8 | 1,0 | 0,5 | 14,6 |
| Carriera  | Carriera            | 107 | 77 | 21,0 | 54,7 | 38,5 | 69,8 | 4,5 | 0,5 | 0,8 | 0,4 | 10,4 |

#### Massimi in carriera
- Massimo di punti: 27 vs Michigan State (13 gennaio 2018)[1]
- Massimo di rimbalzi: 15 vs Loyola-Chicago (31 marzo 2018)
- Massimo di assist: 3 (4 volte)
- Massimo di palle rubate: 5 vs Illinois-Urbana-Champaign (9 marzo 2017)
- Massimo di stoppate: 4 vs Tulsa (16 marzo 2016)
- Massimo di minuti giocati: 39 vs Minnesota (3 febbraio 2018)

### NBA

#### Regular Season
| Anno      | Squadra        | PG  | PT | MP   | TC%  | 3P%  | TL%  | RP  | AP  | PRP | SP  | PP   |
| --------- | -------------- | --- | -- | ---- | ---- | ---- | ---- | --- | --- | --- | --- | ---- |
| 2018-2019 | L.A. Lakers    | 43  | 5  | 10,4 | 41,5 | 0,0  | 81,1 | 2,0 | 0,6 | 0,3 | 0,3 | 4,8  |
| 2019-2020 | Wash. Wizards  | 43  | 5  | 18,6 | 54,5 | 31,3 | 82,1 | 4,9 | 1,2 | 0,6 | 0,4 | 8,7  |
| 2020-2021 | Wash. Wizards  | 25  | 13 | 15,0 | 50,8 | 31,0 | 78,8 | 2,9 | 1,3 | 0,9 | 0,3 | 7,1  |
| 2020-2021 | Boston Celtics | 9   | 1  | 8,3  | 28,6 | 33,3 | 50,0 | 2,1 | 0,7 | 0,0 | 0,1 | 1,2  |
| 2020-2021 | Orlando Magic  | 11  | 10 | 26,0 | 40,9 | 37,2 | 87,9 | 4,9 | 1,1 | 0,4 | 0,8 | 11,0 |
| 2021-2022 | Orlando Magic  | 63  | 3  | 15,2 | 49,7 | 32,8 | 80,6 | 3,7 | 1,4 | 0,3 | 0,2 | 9,0  |
| 2022-2023 | Orlando Magic  | 57  | 18 | 19,5 | 50,0 | 31,3 | 84,1 | 4,5 | 1,5 | 0,6 | 0,2 | 10,5 |
| 2023-2024 | Orlando Magic  | 80  | 1  | 17,7 | 60,1 | 33,0 | 81,4 | 4,3 | 1,2 | 0,5 | 0,3 | 10,9 |
| 2024-2025 | Orlando Magic  | 30  | 1  | 18,8 | 56,2 | 36,0 | 71,8 | 4,9 | 1,4 | 0,8 | 0,4 | 12,9 |
| Carriera  | Carriera       | 363 | 57 | 16,7 | 52,5 | 32,4 | 80,7 | 4,0 | 1,2 | 0,5 | 0,3 | 9,2  |

#### Playoffs
| Anno     | Squadra       | PG | PT | MP   | TC%  | 3P%  | TL%  | RP  | AP  | PRP | SP  | PP  |
| -------- | ------------- | -- | -- | ---- | ---- | ---- | ---- | --- | --- | --- | --- | --- |
| 2024     | Orlando Magic | 7  | 0  | 15,0 | 44,4 | 22,2 | 58,8 | 4,4 | 0,3 | 0,9 | 0,4 | 6,3 |
| Carriera | Carriera      | 7  | 0  | 15,0 | 44,4 | 22,2 | 58,8 | 4,4 | 0,3 | 0,9 | 0,4 | 6,3 |

#### Massimi in carriera
- Massimo di punti: 30 vs Minnesota Timberwolves (15 novembre 2019)[2]
- Massimo di rimbalzi: 15 vs Minnesota Timberwolves (15 novembre 2019)
- Massimo di assist: 8 vs Atlanta Hawks (30 novembre 2022)
- Massimo di palle rubate: 4 (2 volte)
- Massimo di stoppate: 3 (3 volte)
- Massimo di minuti giocati: 41 vs Detroit Pistons (3 maggio 2021)

### G League
| Anno      | Squadra          | PG | PT | MP   | TC%  | 3P%  | TL%  | RP  | AP  | PRP | SP  | PP   |
| --------- | ---------------- | -- | -- | ---- | ---- | ---- | ---- | --- | --- | --- | --- | ---- |
| 2018-2019 | South Bay Lakers | 6  | 6  | 27,8 | 48,8 | 32,4 | 50,0 | 5,8 | 2,8 | 0,3 | 0,7 | 16,5 |
| Carriera  | Carriera         | 6  | 6  | 27,8 | 48,8 | 32,4 | 50,0 | 5,8 | 2,8 | 0,3 | 0,7 | 16,5 |

## Palmarès

### Club
- Supercoppa tedesca: 1

Alba Berlino: 2014

### Nazionale
- Mondiali:

 Giappone - Filippine - Indonesia 2023
- Europei:

 Germania 2022